# Sapa-Sapa
Sapa-sapa là một đô thị hạng 4 ở tỉnh Tawi-Tawi, Philippines. Theo điều tra dân số năm 2000, đô thị này có dân số 26.242 người trong 4.322 hộ.

## Các đơn vị hành chính
Sapa-sapa được chia thành 23 barangay.
| - Malanta Datu Saltan - Lookan Banaran - Tonggusong Banaran - Butun - Dalo-dalo - Palate Gadjaminah - Kohec - Latuan (Sunsang) - Lakit-lakit - Tangngah (Laum Sikubong) - Tambunan Likud Sikubong - Baldatal islam | - Mantabuan Tambunan - Sapa-sapa (Pob.) - Tapian Bohe North - Look Natuh - Lookan Latuan - Nunuk Likud Sikubong - Pamasan - Sapaat - Sukah-sukah - Tapian Bohe South - Tup-tup Banaran |